# Akša
Akša, továrna na úpravu a barvení kožešin byla společností, jež vznikla v roce 1924 ve Svobodných Dvorech a zabývala se zejména úpravou a barvením kožešin.

## Historie
Tato svobodnodvorská továrna, u jejíhož počátku stála firma Jan Kříž a A. Vojík (čp. 273, č. telefonu 407) byla založena v roce 1924 a nacházela se naproti Kávoprůmyslu. Její budova byla postavena a zkolaudována téhož roku.
Byla moderně a účelně zařízena a denně zpracovávala přes 1 000 ks kožek, přičemž její výrobky mnohdy předčily ty zahraniční provenience, protože byly vždy prvotřídní, odborně a důkladně zpracované. Prováděla veškeré čištění a barvení kožešin a zhotovovala z králičin různé napodobeniny pravých kožešin. Zároveň své výrobky prodávala ve velkém i malém a za denní ceny nakupovala surové králičiny.
V roce 1928 zřídila sklad a prodejnu kožešin v Macharově třídě na Pražském Předměstí. Zde se nacházela i sběrna nevyčiněných kožešin. Hospodářsky však firma příliš nevzkvétá a koncem roku 1930 byl vyhlášen konkurs na majitele firmy J. Kříže. 5. června 1932 se v jeho zahradě u továrny konalo veřejné cvičení II. obvodu DTJ. Dokladem další existence společnosti je zmínka o ní v Adresáři Protektorátu Čechy a Morava pro průmysl, živnosti, obchod a zemědělství z roku 1939.